# Wilfen
Wilfen is een term die op 10 april 2007 in Groot-Brittannië werd geïntroduceerd voor een nieuw internetfenomeen. Dit fenomeen houdt in dat de internetbezoeker in zijn zoektocht naar informatie dusdanig wordt afgeleid dat hij uiteindelijk heel andere informatie vindt dan waar hij naar op zoek was. De term wilfen (Engels: wilfing) komt van What was I looking for. Een Nederlands synoniem voor wilfen is winozzen. Winozzen komt van Waar was ik naar op zoek.
Het woord 'wilfen' werd in 2007 geselecteerd voor de verkiezing van Woord van het jaar, die toen echter werd gewonnen door bokitoproof.